# Giuseppe Ianigro
Giuseppe Ianigro, noto anche come Giuseppe Janigro o Peppino Janigro (Santeramo in Colle, 13 maggio 1898 – Napoli, 31 marzo 1984), è stato un attore italiano.
Appassionato di cartomanzia, era soprannominato "il mago di Toledo".

## Biografia
Nel 1962 interpretò l'assessore Nicola De Bellis nella commedia di Luigi Zampa Gli anni ruggenti, satira sulle ipocrisie della politica locale in epoca fascista. Nel 1973 ebbe il ruolo del nonno di Titta in Amarcord di Federico Fellini: particolarmente evocativa è la scena, rimasta cara al regista, in cui l'anziano si smarrisce nella nebbia sul viale davanti a casa sua.
(Il nonno, Amarcord)

## Filmografia
- Il giudizio universale, regia di Vittorio De Sica (1961)
- Gli anni ruggenti, regia di Luigi Zampa (1962)
- I clowns, regia di Federico Fellini (1970) [1]
- Amarcord, regia di Federico Fellini (1973)
- La linea del fiume, regia di Aldo Scavarda (1976) [4]
- Viaggio con Anita, regia di Mario Monicelli (1978) [1]

## Doppiatori italiani
- Mario Frera in Gli anni ruggenti
- Fausto Tommei in Amarcord